# 2006
2006 fou un any normal, començat en diumenge segons el calendari gregorià i declarat Any internacional dels deserts i la desertització per l'Assemblea General de les Nacions Unides.

Mapa del món indicant l'Índex de Desenvolupament Humà al 2006

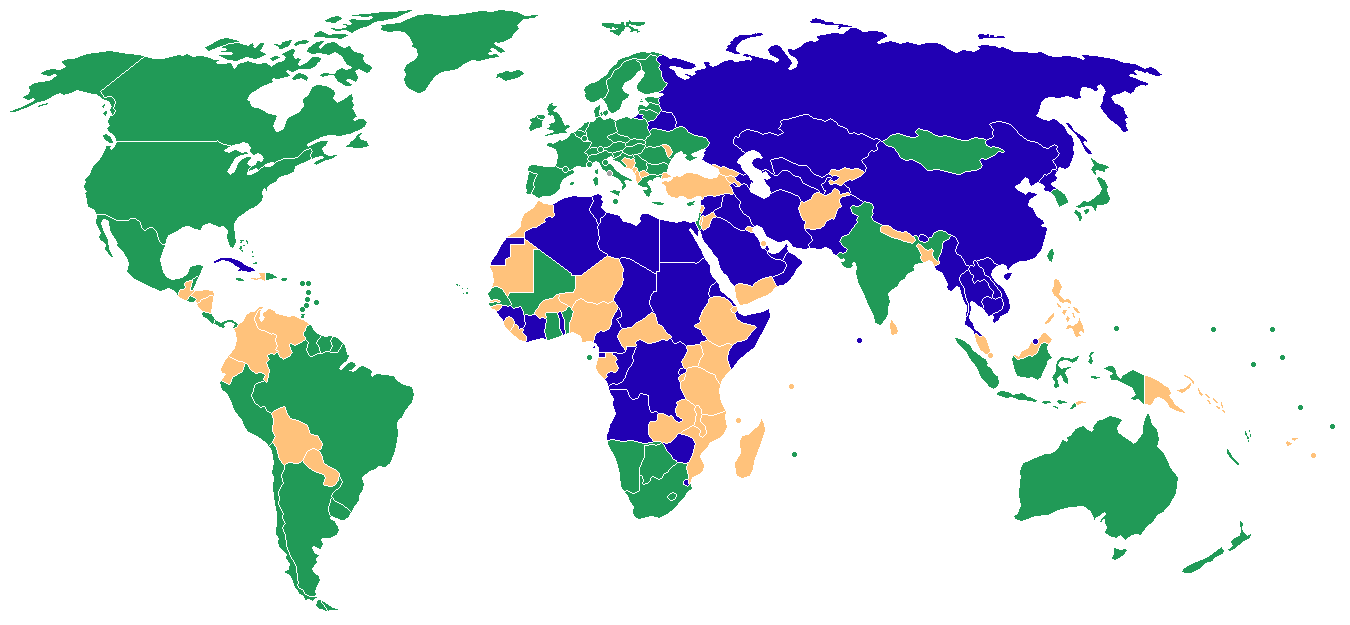
La llibertat al món el 2006 segons la Freedom House
Lliure
Parcialment lliure
No lliure

Distribució de les 400 àrees urbanes més poblades que tenien al menys 1.000.000 d'habitants el 2006

| 0,950 i per sobre 0,900–0,949 0,850–0,899 0,800–0,849 0,750–0,799 | 0,700–0,749 0,650–0,699 0,600–0,649 0,550–0,599 0,500–0,549 | 0,450–0,499 0,400–0,449 0,350–0,399 per sota de 0,350 Dades no disponibles |

## Esdeveniments

### Països Catalans
Gener
- 12 de gener, Santa Coloma de Gramenet, Barcelonès: Explosió de gas a la Rambla del Fondo.

Febrer
- 13 de febrer, Barcelona: S'obre el congrés mundial de telefonia mòbil 3GSM, que és el primer cop que se celebra a la ciutat.

Març
- 17 de març, Barcelona: Greus disturbis entre els joves que celebraven una macrobotellada clandestina al barri del Raval i la policia.
- 27 de març, València: Les Corts Valencianes aproven el nou Estatut valencià.

Abril
- 18 d'abril, Barcelona, es publica el número 1 del setmanari Directa.[2]

Maig
- 11 de maig, Barcelona: El president de la Generalitat Pasqual Maragall anuncia el cessament dels consellers d'ERC a causa del suport del partit al vot negatiu de cara al referèndum de ratificació del nou Estatut d'Autonomia

Juny
- 1 de juny, Catalunya: Comença la campanya pel Referèndum de ratificació de l'Estatut d'Autonomia de Catalunya de 2006.
- 3 de juny, Tarragona: El Gimnàstic de Tarragona aconsegueix l'ascens a la Primera divisió de la lliga espanyola de futbol després d'empatar a zero al camp del Xerez.
- 13 de juny, Palma: El Parlament de les Illes Balears aprova la reforma de l'Estatut d'Autonomia amb el suport de PP, PSOE i UM.
- 15 de juny, Ciutadella, Menorca: Una rissaga causa danys greus al port.[3]
- 18 de juny, Catalunya: Se celebra el Referèndum estatutari a Catalunya de 2006. Guanya el sí per un 73,4% dels sufragis, mentre que el no n'ha obtingut un 20%. L'abstenció supera el 50% del cens.

Juliol
- 3 de juliol, València: Descarrilament d'un comboi de la línia 1 del metro, entre les estacions de Jesús i de Plaça d'Espanya. Segons la Generalitat hi ha 41 morts i una trentena de ferits de diversa consideració. Aquest incident és considerat com el pitjor desastre ferroviari ocorregut a l'Estat Espanyol fins al moment.
- 8 i 9 de juliol, València: visita del papa Benet XVI a la ciutat amb motiu del cinquè Trobada Mundial de les Famílies.
- 28 de juliol, El Prat de Llobregat, Baix Llobregat: Una vaga no convocada oficialment del personal de terra de la companyia aèria espanyola Iberia provoca el col·lapse de l'aeroport del Prat durant alguns dies.

Agost
- 9 d'agost, Catalunya: entrada en vigor de l'Estatut de Miravet. El president de la Generalitat, Pasqual Maragall, ho celebra amb un acte institucional a Sant Jaume de Frontanyà (el Berguedà)
- 19 d'agost, Son Servera, Mallorca: dues manifestacions de signe oposat a causa del Conflicte de la piscina de Son Servera.

Setembre
- 8 de setembre, Madrid i Barcelona: José Montilla renuncià al càrrec de ministre espanyol d'Indústria en favor de l'alcalde de Barcelona, Joan Clos, que al seu torn serà succeït per l'actual portaveu de l'Ajuntament, Jordi Hereu. D'aquesta manera, Montilla pot presentar-se com a candidat del PSC a la presidència de la Generalitat de Catalunya.
- 11 de setembre, Palma: Televisió de Mallorca començà les seves emissions regulars.

Octubre
- Manresa, Bages: primera edició del festival literari Tocats de lletra.[4]
- 10 d'octubre, Martorell, Baix Llobregat: Aldarulls a la finalització d'un míting del Partit Popular a la ciutat. Tant dirigents del PP com de les Joventuts Socialistes de Catalunya s'hi veuen implicats.[5]
- 29 d'octubre, Xest, Foia de Bunyol: El motorista mallorquí Jorge Lorenzo es proclama campió del món de 250cc.
- 29 d'octubre, Madrid: Romà Alís Flores, compositor i pianista mallorquí (n. 1931).[6]

Novembre
- 1 de novembre, Catalunya: Eleccions al Parlament. Tant CiU com PSC necessiten unir-se en coalició post-electoral amb altres partits minoritaris si volen formar govern a la Generalitat.
- 7 de novembre, Barcelona: Es presenta a la premsa l'Acord nacional de l'entesa de progrés, i per això PSC, ERC i ICV-EUiA formaran govern a la Generalitat de Catalunya amb el socialista José Montilla al capdavant.
- 16 de novembre, Girona: S'hi celebra una cimera d'alts mandataris dels governs espanyol i francès.
- 17 de novembre, Barcelona: Es constitueix el Parlament de Catalunya de la VIII Legislatura. Ernest Benach i Pascual, ERC) n'és reelegit president.
- 24 de novembre, Barcelona: José Montilla i Aguilera, PSC) és investit com a 128è President de la Generalitat de Catalunya.
- 27 de novembre, Andratx, Mallorca: El batle Eugenio Hidalgo Garcés, PP) és detingut acusat de corrupció.
- 29 de novembre, Barcelona: Presa de possessió dels consellers de la Generalitat de Catalunya de la VIII Legislatura.[7]

Desembre
- 17 de desembre, Sant Joan Despí, Baix Llobregat: TV3 celebra la seva Marató anual, aquest cop contra les malalties cròniques.

### Resta del món
Gener
- 15 de gener: Va ser elegida presidenta de Xile Michelle Bachelet (PS). Era la primera vegada que una dona ocupava aquest càrrec.[8]
- 15 de gener: Primera ronda de les eleccions presidencials de Finlàndia.[9]
- 19 de gener, Salamanca, Espanya: Surt la primera remesa d'una part de la documentació confiscada per la dictadura franquista cap a Catalunya, amb parada a Madrid.[10]
- 21 de gener, Madrid: El president del govern espanyol, José Luis Rodríguez Zapatero, i el líder de CIU, Artur Mas es reuneixen a la Moncloa per pactar les modificacions que patiria el text de l'Estatut aprovat pel Parlament de Catalunya.
- 25 de gener: Eleccions parlamentàries a Palestina, que són guanyades pel partit islamista nacionalista Hamàs.[11]
- 29 de gener:
  - Any Nou Xinès: Començà l'any del gos.[12]
  - Segona ronda de les eleccions presidencials fineses.[13]

Febrer
- 5 de febrer: eleccions presidencials a Costa Rica.[14]
- 10 de febrer al 26 de febrer: XX Joc Olímpics d'Hivern a Torí, (Itàlia).

Març
- 1 de març: La Viquipèdia en anglès crea el seu article número 1.000.0000.[15]
- 15 de març, Madrid: El Tribunal Suprem no admet a tràmit el recurs presentat del 2 de novembre del 2005 contra el projecte de Nou Estatut de Catalunya.
- 18 de març, Burgos: Es dona a una veïna de la ciutat el primer DNI electrònic a Espanya.
- 21 de març, San Francisco, Estats Units: El cofundador del Twitter (aleshores Twttr) envia el primer tweet o piulada amb el missatge just setting up my twttr. (simplement configurant el meu twttr.)
- 22 de març, Euskadi: ETA anuncia un alto el foc permanent.[16]
- 28 de març, Israel: eleccions legislatives, que són guanyades pel Kadima.[17]
- 28 de març, França: Es calcula que almenys 1 milió de treballadors, estudiants i aturats prenen els carrers en protesta per la proposta del govern de Dominique de Villepin de Llei del Contracte de Primer Treball. Aquesta proposta serà retirada pel president Jacques Chirac i el primer ministre Villepin el dia 10 d'abril.
- 29 de març: Eclipsi de Sol total visible al Brasil, Oceà Atlàntic, Sàhara, Turquia, Geòrgia, Rússia, Kazakhstan i Mongòlia. A Catalunya es va poder veure de manera parcial.
- 30 de març, Madrid: el Congrés dels Diputats aprova l'Estatut d'Autonomia de Catalunya de 2006  per 189 vots a favor, 154 en contra i dues abstencions.

Abril
- 1 d'abril al 3 d'abril: La Final Four de bàsquet masculí de la NCAA se celebrà al RCA Dome d'Indianapolis, a Indiana, Estats Units d'Amèrica.
- 4 d'abril: Segons el diari The Guardian el Regne Unit hauria mantingut centres de tortura a Alemanya al final dels anys 40.[18]
- 7 d'abril: Els ciutadans de la Unió Europea poden ara registrar els noms de domini.eu, que substituiran els antics eu.int TLD el 7 de desembre.
- 10 d'abril, Itàlia: eleccions legislatives, on es produeix un empat tècnic entre les dues forces aspirants a guanyar el govern. L'Unione de l'opositor Romano Prodi guanya per un estret marge.
- 10 d'abril, França: El president Jacques Chirac i el primer ministre Dominique de Villepin retiren la proposta de Llei del Contracte de Primer Treball, a causa del grau de protestes que va provocar, especialment el dia 28 de març, en què es calcula que almenys 1 milió de treballadors, estudiants i aturats van prendre els carrers.
- 11 d'abril, Madrid, Espanya: Es fa efectiva la renúncia de José Bono al càrrec de ministre espanyol de defensa i la sortida de la ministra espanyola d'ensenyament, María Jesús Sansegundo del govern socialista de José Luis Rodríguez Zapatero i hi entren Alfredo Pérez Rubalcaba, interior) i Mercedes Cabrera (ensenyament). José Antonio Alonso passa de ser ministre de l'interior a ministre espanyol de defensa.
- 11 d'abril, Mahmud Ahmadinejad, president de l'Iran anuncia que l'Iran ha aconseguit enriquir urani.
- 16 d'abril: Pasqua, Cristianisme de l'Oest).
- 23 d'abril: Pasqua, Cristianisme de l'Est).
- 30 d'abril, Almonacid de Zorita, Guadalajara, Espanya: Es tanca per primer cop en la història d'Espanya una central nuclear de manera definitiva: la José Cabrera.

Maig
- 3 de maig, Vigo, Pontevedra, Espanya: El FC Barcelona es proclama matemàticament campió de la Lliga espanyola de futbol professional després de guanyar 0-1 al Celta de Vigo.
- 4 de maig: Eleccions locals a Anglaterra, on el Partit Laborista britànic pateix una forta davallada front els partits conservadors i d'ultra-dreta. Aquest fet obliga al primer ministre Tony Blair a fer una remodelació del seu govern.
- 10 de maig, Roma: Giorgio Napolitano, del Partit dels Demòcrates d'Esquerra, és elegit President de la República Italiana a la quarta volta de votació. És el primer cop que un excomunista ocupa aquest càrrec.
- 15 de maig, Itàlia: Giorgio Napolitano, comença al mandat com a President d'Itàlia, càrrec que continua ocupant en l'actualitat.
- 17 de maig, París, França: final de la lliga de campions, a la que s'enfrontaren el FC Barcelona i l'Arsenal Football Club. Guanya el primer per 2 gols a 1.
- 21 de maig, Montenegro: referèndum que resulta en la independència respecte de Sèrbia i Montenegro.
- 24 de maig, Istanbul, Turquia: es declara un gran incendi a l'aeroport Internacional d'Atatürk.

Juny
- 3 de juny, Podgorica, Montenegro: El Parlament de Montenegro declara el país independent de Sèrbia i Montenegro.
- 3 de juny, Jerez de la Frontera: El Nàstic de Tarragona empata a 0 contra el Xerez a Chapín i l'equip català puja a Primera Divisió.
- 6 de juny: Data que és considerada per molts el dia de l'anticrist. Això és degut al fet que a la numerologia el 666 és el nombre de la bèstia (6 del 6 del 6).
- 9 de juny al 9 de juliol: Celebració de la Copa del Món de Futbol (Mundial) 2006 a Alemanya. Itàlia guanya França als penals a la final de Berlín, proclamant-se campiona del món per quarta vegada en la història.

Juliol
- 9 de juliol, Londres: Rafael Nadal queda com a subcampió del torneig de tennis de Wimbledon després de perdre la final davant el número u del món, el suís Roger Federer.
- 11 de juliol, Bombai, Índia: atemptat terrorista al ferrocarril, atribuït a islamistes radicals de la regió del Caixmir que reivindiquen l'annexió al Pakistan.
- 30 de juliol, República Democràtica del Congo: se celebren eleccions presidencials i parlamentàries per primer cop en quaranta anys.
- 31 de juliol, Madrid: El PP posa un recurs d'inconstitucionalitat a l'Estatut de Miravet davant el Tribunal Constitucional.

Agost
- 1 d'agost, L'Havana, Cuba: s'anuncia que el president Fidel Castro cedeix els seus poders temporalment al seu germà Raúl Castro Ruz per sotmetre's a una operació.
- 6 d'agost, Budapest, Hongria: Pedro Martínez de la Rosa es converteix en el primer pilot català de Fórmula 1 en pujar al podi d'un gran premi.
- 10 d'agost, Londres, Regne Unit: L'alarma antiterrorista puja al nivell màxim (perill d'atac terrorista imminent) qual l'Scotland Yard desarticula una banda terrorista islàmica que tenia la intenció de fer explotar diversos avions en ruta entre aquest país i els EUA amb explosius líquids camuflats entre l'equipatge de mà. L'aeroport de Heathrow és clausurat durant unes quantes hores i s'extremen les mesures de seguretat als vols amb origen o destí a la Gran Bretanya.
- 22 d'agost, Villada, Palència, Espanya: descarrilament d'un tren Intercity, que provoca 6 morts i 36 ferits.
- 24 d'agost, Praga, República Txeca: La Unió Astronòmica Internacional acorda una redefinició del terme planeta que considera vuit els planetes que configuren el sistema solar: Mercuri, Venus, la Terra, Mart, Júpiter, Saturn, Urà i Neptú. Plutó, Ceres i Xena són considerats planetes nans.

Setembre
- 12 de setembre, Madrid, Espanya: El Congrés dels Diputats aprova amb 307 vots a favor (PSOE, PP, CiU, ERC, PNB, Coalició Canària, BNG, CHA i EA) i 6 abstencions (EU i ICV) l'admissió a tràmit parlamentari del nou Estatut de les Illes Balears.
- 14 de setembre, Dresden, Saxònia, Alemanya: Per primer cop des de la Segona Guerra Mundial s'ordenen rabins al país.
- 18 de setembre, Budapest, Hongria: Manifestants que protestaven per les mentides deliberades recentment descobertes del primer ministre socialista Ferenc Gyurcsány durant les darreres eleccions legislatives assalten el Parlament i la seu central de la televisió pública.[19]
- 19 de setembre, Bangkok, Tailàndia: cop d'estat contra el govern democràtic del primer ministre Thaksin Shinawatra.[20]

Octubre
- 9 d'octubre, Corea del Nord: El govern del país anuncia que ha realitzat proves amb armes nuclears malgrat la desaprovació unànime de la comunitat internacional.[21]
- 12 d'octubre: El Premi Nobel de Literatura és concedit a l'escriptor turc Orhan Pamuk.
- 13 d'octubre: El Premi Nobel de la Pau és concedit a l'economista bengalí Muhammad Yunus i al Banc Grameen.
- 15 d'octubre (Equador): El dretà Álvaro Noboa i l'esquerrà Rafael Correa queden primers a la primera volta de les eleccions presidencials de l'Equador, amb un 27% i un 22% dels vots, respectivament.
- 17 d'octubre, Roma, Laci, Itàlia: Greu accident al metro, que causa un mort i un centenar de ferits.[22]
- 22 d'octubre, São Paulo, Brasil): Michael Schumacher es retira com a pilot de Fórmula 1 i Fernando Alonso aconsegueix el seu segon campionat del món de pilots.
- 23 d'octubre, Mattel comercialitza la consola Hyperscan.[23]
- 30 d'octubre, Brasil): Luiz Inácio Lula da Silva guanya la segona volta de les eleccions presidencials de 2006 amb el 60,83% dels vots.

Novembre
- 3 de novembre, Nagoya, Japó: Comença el 2006 Nintendo World Tour
- 5 de novembre, Bagdad, Iraq: Un tribunal condemna a mort l'exdictador del país Saddam Hussein per delictes contra la humanitat.
- 7 de novembre, EUA: Eleccions a la Cambra de Representants i al Senat. Els demòcrates recuperen la majoria a les dues cambres, fet que provoca una crisi al govern republicà del president George Bush, on el secretari de defensa, Donald Rumsfeld, dimiteix.
- 16 de novembre, França: A les eleccions primàries per a la candidatura a la presidència de la República Francesa del Partit Socialista de 2007 Ségolène Royal guanya per un 60% de vots respecte als seus contrincants, Dominique Strauss-Kahn i Laurent Fabius, amb un 20% cadascun.
- 16 de novembre, presentació del videojoc Cash Guns Chaos
- 27 de novembre, Ottawa, Canadà): El Parlament federal aprova una moció que defineix el Quebec com una nació dins d'un Canadà unit.

Desembre
- 3 de desembre, Santiago de Xile: El que fou dictador del país Augusto Pinochet és operat d'urgència en un hospital militar de la ciutat per un infart de miocardi.
- 8 de desembre, Europa: Es posa en venda la Nintendo Wii
- 17 de desembre, Yokohama, Japó: Final del Campionat del Món de Clubs de futbol. L'Internacional de Porto Alegre guanya al FC Barcelona per 1 gol a 0.
- 21 de desembre, Madrid: El Congrés dels Diputats aprova l'Estatut d'Autonomia de Balears.
- 24 de desembre, Nova York, EUA: L'ONU aprova la Resolució 1737 per sancionar l'Iran pel seu programa nuclear.
- 28 de desembre, Mogadiscio, Somàlia: Tropes governamentals i d'Etiòpia ocupen la ciutat, i per això els islamistes han de fugir cap al sud del país.[24]
- 30 de desembre, Madrid: ETA perpetra l'atemptat de la Terminal 4 de Barajas provocant 2 morts i 26 ferits. És el primer atemptat etarra des de la declaració de l'alto el foc feta el març.
- Es funda l'empresa Delta Partners Group
- Es publica Mirai Nikki
- Llançament del videojoc Chameleon: To Dye For!

### Cinema i televisió
| M/d   | Direcció | Títol      | Gènere  |
| ----- | -------- | ---------- | ------- |
| 00/00 | John Doe | pel·lícula | slasher |

- S'estrena la pel·lícula Anjos do Sol
- Estrena del llargmetratge d'animació Blood Tea and Red String
- Estrena de Artie Lange's Beer League, pel·lícula estatunidenca de Frank Sebastino.
- 20 de maig: Al Festival Internacional de Cinema de Canes s'estrena la pel·lícula Shortbus.
- 13 de desembre, Bèlgica: La cadena de televisió francòfona RTBF emet un programa especial per anunciar una fictícia independència de Flandes. Molts espectadors es van creure la notícia.[25]
- Estrena de la pel·lícula Els perdedors
- 20 de maig: El Festival d'Eurovisió se celebrà a Atenes, Grècia. Finlàndia resultà guanyadora amb la cançó Hard Rock Hallelujah, mentre que Andorra, amb la cançó Sense tu, no passà de la semifinal.

### Música
El grup palmesà Oliva Trencada debutà enguany.

### Premis Nobel
| Camp                  | Guardonats                         |
| --------------------- | ---------------------------------- |
| Física                | - John C. Mather - George F. Smoot |
| Química               | - Roger D. Kornberg                |
| Medicina o Fisiologia | - Andrew Fire - Craig Mello        |
| Literatura            | - Orhan Pamuk                      |
| Pau                   | - Muhammad Yunus - Grameen Bank    |
| Economia              | - Edmund Phelps                    |

## Naixements
Països Catalans
Resta del món

## Necrològiques
Països Catalans
- 5 de gener, Barcelona: Rosa Maria Kucharski i Gonzàlez, pianista, professora i musicòloga.[26]
- 11 de febrer, Barcelona: Rosa Almagro i Ribera de Presas, compositora catalana (n. 2020).[27]
- 6 de març, Igualada: Maria del Rio i Montfort, professora de música, directora de coral i compositora igualadina (n. 1917).[28]
- 13 de març, Barcelona: Maria Dolors Coll i Vendrell, carillonista i pianista catalana, pionera del carilló a Catalunya i principal impulsora de la instal·lació del Carilló del Palau de la Generalitat el 1976 (n. 1923).[29]
- 26 d'abril, Barcelona: Agustí Chalaux i de Subirà, teòric polític, econòmic i social.
- 6 de juny, L'Alguer: Antonella Salvietti, escriptora algueresa en llengua catalana (n. 1924).[30]
- 25 de juny, Barcelona: Margarida Sans i Jordi, escultora catalana (n. 1911).[31]
- 27 de juny, Barcelona: Marta Mata, pedagoga i diputada socialista al Parlament, les Corts Espanyoles i el Senat.
- 9 de juliol, Barcelona: Pepeta Planas i Capdevila, esquiadora catalana, pionera de l'esquí alpí a Catalunya i a l'estat (n. 1925).[32]
- 28 de juliol, València: Toni Mestre, periodista valencià
- 2 d'agost, Arles, Vallespir: Max Havart, compositor de sardanes.[33]
- 17 d'agost, 
  - Barcelona: Agustí de Semir i Rovira, advocat català que participà en la lluita anti-franquista i fou regidor de l'Ajuntament de Barcelona.
  - Palafrugell: Dolors Ponsatí i Jovés, llevadora i practicant catalana (n. 1928).[34]
- 22 d'agost, Palma: Claudio Boada Villalonga, banquer.
- 31 d'agost, Barcelona: Marina Clotet i Guasch, dirigent veïnal catalana (n. 1941).[35]
- 7 de setembre, Barcelona: Josefina Torrents i Illa, nedadora i dirigent esportiva catalana, pionera de la natació a Catalunya (n. 1902).[36]
- 17 de setembre, Barcelona: Xavier Valls i Subirà, pintor català, pare de Manuel Valls i Galfetti.
- 22 de setembre, Palma: Francesc Quetglas Rosanes, conseller de transports, obres públiques i habitatge del Govern de les Illes Balears durant l'etapa del primer Pacte de Progrés.
- 6 d'octubre, Terrassa: Antoni Gutiérrez Díaz, “Guti”, dirigent del PSUC (n. 1929).[37]
- 8 de novembre: Montserrat Vayreda i Trullol, escriptora catalana.[38]
- 11 de novembre, Stanford, Califòrnia: Esther Lederberg, microbiòloga estatunidenca pionera en genètica. (n. 1922).[39]
- 16 de novembre, Barcelona:
  - Joaquim Xicoy i Bassegoda, advocat i polític català d'UDC que fou president del Parlament de Catalunya i Conseller de Justícia del Govern de la Generalitat de Catalunya.
  - Jordi Sarsanedas i Vives, escriptor i activista cultural.
- 13 de desembre, València: Olga Poliakoff, ballarina i coreògrafa valenciana (n. 1921).
- Sant Feliu de Guíxols: Rosa Maria Massegosa i Perxés, escriptora (n. 1974).

Resta del món
- 14 de gener, Beverly Hills, Califòrnia: Shelley Winters, actriu de teatre i de cinema estatunidenca (n. 1920).[40]
- 30 de gener, Rosarito, Baixa Califòrnia (Mèxic): Coretta Scott King, activista estatunidenca, líder de la comunitat negra (n. 1927).[41]
- 31 de gener, Oxford: Moira Shearer, famosa ballarina i actriu escocesa (n. 1926).[42]
- 4 de febrer, Washington DC, Estats Units: Betty Friedan, escriptora i feminista americana, autora de The Feminine Mystique, obra de referència del moviment feminista (n. 1921).[43]
- 7 de febrer: Ibrahim Kodra, pintor albanès.[44]
- 13 de febrer, Pequín (Xina): Wang Xuan, científic i empresari xinès (n. 1936).[45]
- 21 de febrer, Haifa, Israel: Angelica Rozeanu, jugadora romanesa de tennis de taula, de les millors jugadores de la història (n.1921).[46]
- 22 de febrer, Heidelberg: Hilde Domin, poeta, escriptora i traductora alemanya (n. 1909).[47]
- 24 de febrer, Lake Forest Park, Washington: Octavia Butler, destacada escriptora afroamericana de ciència-ficció feminista (n. 1947).[48]
- 28 de febrer, Berkeley, Califòrnia (EUA): Owen Chamberlain, físic estatunidenc, Premi Nobel de Física de l'any 1959 (n. 1920)
- 5 de març, 
  - Bratislava: Vladimír Valach, economista, diplomàtic i escriptor eslovac.
  - París: Denise Soriano-Boucherit, violinista francesa (n. 1916).[49]
- 9 de març, Nova York: Anna Moffo, soprano estatunidenca (n. 1932).[50]
- 11 de març, La Haia, Països Baixos: Slobodan Milošević, president de Sèrbia (1989-1997) i de Iugoslàvia (1997-2000),
- 13 de març, Lenox, Massachusetts: Maureen Stapleton, actriu, directora i compositora de músiques de pel·lícules (n. 1925).[51]
- 13 d'abril, Florència: Muriel Spark, novel·lista i crítica literària escocesa (n. 1918).[52]
- 20 d'abril, Wyndmoor, Pennsylvania: Kathleen McNulty Mauchly Antonelli, matemàtica, programadora de la computadora ENIAC.[53]
- 22 d'abril, Roma: Alida Valli, actriu italiana (n. 1921).[54]
- 29 d'abril, Cambridge, Massachusetts, Estats Units: John Kenneth Galbraith, economista
- 3 de maig, Zúric (Suïssa): Christiaan Karel Appel, conegut com a Karel Appel, pintor i escultorneerlandès, membre fundador del moviment artístic Cobra (n. 1921).[55]
- 5 de maig, Iași, Romania: Zoe Dumitrescu Buşulenga, crítica literària i assagista romanesa (n. 1920).[56]
- 6 de maig, Shrewsbury, Massachusetts: Lillian Asplund, una de les tres últimes supervivents de l'enfonsament del Titanic (n. 1906).[57]
- 15 de maig - París: Cheikha Remitti, cantant algeriana pionera de la música raï (n. 1923).[58]
- 27 de maig - Madrid: Carmen Caamaño Díaz, historiadora, política i dirigent del PCE.[59]
- 31 de maig, Antequera, Màlaga (Espanya): Miguel Ortiz Berrocal, escultorespanyol (n. 1933).[60]
- 1 de juny, Madrid, Espanya: Rocío Jurado, cantant de flamenc i cobla.[61]
- 6 de juny, Scottsdale (Arizona), EUA: Billy Preston, compositor i teclista.
- 11 de juny, Toronto, Canadà: Suzanne Morrow, patinadora artística sobre gel canadenca (n. 1930).[62]
- 12 de juny, Viena, Àustria: György Ligeti, compositor hongarès (n. 1923).[63]
- 22 de juny, Madrid: Asun Balzola, il·lustradora, escriptora i traductora espanyola de formació autodidacta (n. 1942).[64]
- 1 de juliol, Tòquio (Japó): Ryutaro Hashimoto (橋本龍太郎),polític japonès. Ocupà el càrrec de Primer Ministre de l'11 de gener de 1996 al 30 de juliol de 1998 (n.1937).[43]
- 11 de juliol, Ingúixia: Xamil Bassàiev, líder separatista de Txetxènia.
- 3 d'agost, Schurns, Àustria: Elisabeth Schwarzkopf, soprano alemanya, posteriorment nacionalitzada britànica (n. 1915).[65]
- 5 d'agost, Serrières, l'Ardèche: Adrienne Clostre, compositora francesa de música contemporània.[66]
- 16 d'agost, Brasília, Brasil: Alfredo Stroessner, militar i dictador paraguaià, exiliat al Brasil en el moment de la seva mort.
- 23 d'agost, Nova Yorkː Marie Tharp, geòloga, oceanògrafa i cartògrafa estatunidenca.[67]
- 28 d'agost, Twin Falls, Idaho (Estats Units): Melvin Schwartz, físic nord-americà, Premi Nobel de Física l'any 1988 (n. 1932).[68]
- 30 d'agost, El Caire, Egipte: Naguib Mahfuz, escriptor guardonat amb el Premi Nobel de Literatura (n. 1911).[69]
- 3 de setembre, Montoriol: Françoise Claustre, etnòloga i arqueòloga francesa, directora emèrita de recerca del CNRS (n. 1937).[70]
- 4 de setembre, 
  - Múnic: Astrid Varnay, soprano dramàtica nord-americana, d'origen hongarès i suec (n. 1918).[71]
  - Cairns, Austràlia: Steve Irwin, aventurer Australià, és conegut perquè feia el programa, El caçador de cocodrils).
- 15 de setembre, Florència, Itàlia: Oriana Fallaci, escriptora i periodista italiana (n. 1929).[72]
- 23 de setembre, Norfolk, Anglaterra: Malcolm Arnold, compositor britànic.
- 7 d'octubre, Moscou, Rússia: Anna Politkóvskaia, periodista russa opositora a Vladímir Putin; morí assassinada (n. 1958).[73]
- 8 d'octubre, Cholet (Maine-i-Loira), Danièle Huillet, cineasta francesa, autora d'una filmografia lliure i radical (n. 1936).[74]
- 12 d'octubre
  - Roma, Itàlia: Gillo Pontecorvo, director de les pel·lícules La battaglia di Algeri i Operación Ogro.
  - Monza, Itàlia: Carlo Acutis, beat per l'Església catòlica (n. 1991).
- 6 de novembre, Cercedilla, Madrid: Francisco Fernández Ochoa, esquiador espanyol, medalla d'or als Jocs Olímpics d'Hivern de 1972.[75]
- 16 de novembre: 
  - Budapest, Hongria: Ferenc Puskas, futbolista.
  - San Francisco, Estats Units: Milton Friedman, economista liberal i Premi Nobel d'Economia.
- 20 de novembre, Gant, Bèlgica: Isaac Gàlvez López, ciclista català (n. 1975).
- 23 de novembre:
  - Londres, Anglaterra: Aleksandr Litvinenko, antic agent del KGB, crític amb les institucions russes, mor durant el seu exili per enverinament.
  - Anita O'Day, cantant de jazz estatunidenca.
- 10 de desembre, Santiago de Xile, Xile: Augusto Pinochet Ugarte, militar i exdictador i president de Xile.[43]
- 13 de desembre:
  - Anvers, Bèlgica: Robert Long cantautor.
  - Madrid: Loyola de Palacio de Vallelersundi, política espanyola del Partit Popular i Ministra d'Agricultura, Pesca i Alimentació d'Espanya.
- 18 de desembre,
- Los Angeles, Califòrnia, EUA: Joseph Barbera, dibuixant.[76]
- San Francisco: Ruth Bernhard, fotògrafa americana, alemanya de naixement, que es donà a conèixer amb els seus nus (n. 1905).[77]
- 25 de desembre, Atlanta, Geòrgia (EUA): James Brown, cantant de soul
- 27 de desembre, Califòrnia, Estats Units: Gerald Ford, 38è President dels Estats Units d'Amèrica
- 28 de desembre, Saragossa: Pilar Andrés de Pablo, coneguda com a Pilarín Andrés, va ser una soprano espanyola (n. 1921).[78]
- 30 de desembre, Bagdad, Iraq: Saddam Hussein, militar i president de l'Iraq entre 1979 i 2003 executat a la forca (n. 1937).
- Abd al-Salam al-Ugaylí, escriptor i polític sirià.

## Premis Nobel
- Física, John C. Mather i George Smoot, Estats Units), pels seus descobriments sobre la forma dels cossos negres i l'anisotropia de la radiació de microones còsmiques.
- Química, Roger D. Kornberg, Estats Units), pels seus estudis sobre el procés de transcripció genètica de les cèl·lules eucariotes.
- Medicina - Andrew Z. Fire i Craig C. Mello, Estats Units), pel descobriment de la Ribointerferència.
- Literatura, Orhan Pamuk, Turquia), per haver trobat nous símbols per reflectir el xoc entre cultures.
- Pau, Muhammad Yunus, Bangladesh), pels seus esforços per crear desenvolupament econòmic i social a través de la concessió de microcrèdits i la creació del Grameen Bank.
- Economia, Edmund S. Phelps, Estats Units), per les seves anàlisis sobre compensacions internacionals en la política macroeconòmica.